# Ilya Salkind
Ilya Juan Salkind Dominguez (Mexikóváros, 1947. augusztus 27. –) mexikói filmproducer. Nagyapja, Michael Salkind és édesapja, Alexander Salkind ugyancsak producerek voltak. Édesanyja Berta Dominguez D. mexikói író- és költőnő. Ilya az 1960-as évek végétől ténykedik a produceri szakmában. Legismertebb és legsikeresebb produkciói: A három testőr, avagy a királyné gyémántjai (1973), A négy testőr, avagy a Milady bosszúja (1974) és a Superman-sorozat első három része.

## Pályafutása
Ilya nagyapja, Michael Salkind volt a producere A bánatos utca (1925) című némafilmnek, melyben a filmtörténet két olyan jelentős nőalakja szerepelt, mint Asta Nielsen és Greta Garbo. A nagyapa és az édesapa, Alexander Salkind együtt voltak producerei Orson Welles A per (1962) című alkotásának, melyben a rendező mellett Anthony Perkins, Jeanne Moreau és Romy Schneider játszották a főszerepeket. Ilya a filmek és sztárok világában nőtt fel, egyik híres gyerekkori képén egyéves kisfiúként a magyar származású amerikai filmcsillag, Gábor Zsazsa ölében ül. Hamar egyértelművé vált, hogy a fiú folytatja a családi hagyományt, és belőle is filmproducer lesz. Az idők folyamán megtanult franciául, spanyolul, olaszul, portugálul és angolul, nagyapja és apja mellett pedig elsajátította a választott szakmájához szükséges tudnivalókat, és megszerezte első tapasztalatait. Produceri munkája során többek között Párizsban, Rómában, Londonban, Madridban, New Yorkban és Los Angelesben dolgozott.
Első jelentősebb filmje az 1972-ben javarészt Magyarországon forgatott Kékszakáll volt, Edward Dmytryk rendezésében. A címszerepet Richard Burton játszotta, partnernői pedig olyan szépségek voltak, mint Raquel Welch, Virna Lisi, Nathalie Delon, Agostina Belli, Marilù Tolo, Sybil Danning és Karin Schubert. A műhöz kapcsolódó magyar vonatkozású érdekesség, hogy a budapesti forgatásra ellátogatott Burton akkori felesége, Elizabeth Taylor, aki a magyar fővárosban ünnepelte 40. születésnapját, melyre sztárok egész sorát hívták meg. Az elkészült film egyébként lesújtó kritikákat kapott, kereskedelmileg azonban nem volt sikertelen, ami lehetővé tette, hogy Salkind megvalósítsa dédelgetett filmtervét, Alexandre Dumas A három testőr című regényének megfilmesítését. A rendezésre felmerült Tony Richardson és Roman Polański neve, míg végül sikerült megállapodni Richard Lesterrel, aki a The Beatlesszel készített filmjei által vált világhírűvé. Szó volt arról, hogy a testőröket az együttes tagjai, a négy liverpooli „gombafejű” játssza, de aztán mégis hivatásos színészeket választottak. Az 1970-es évek egyik legnagyobb sztárparádéját sikerült felvonultatni: Michael York, Oliver Reed, Richard Chamberlain, Frank Finlay, Charlton Heston, Christopher Lee, Raquel Welch, Faye Dunaway, Jean-Pierre Cassel, Geraldine Chaplin és Simon Ward játszották a fontosabb szerepeket. A színészek a forgatás befejezését követően pert indítottak a producerek ellen, mivel Salkindék úgy döntöttek, hogy a felvett anyagot az eredetileg tervezett, egész estét betöltő, kétrészes film helyett két külön produkcióként küldik a mozikba. A művészek arra hivatkoztak, hogy csak egyetlen film után kaptak gázsit. (Charlton Heston nem pereskedett, vele állítólag már a munka elején külön megállapodást kötöttek.) A pert megnyerték ugyan, ám így is kevesebbet kaptak, mintha eleve két külön filmre szerződtek volna. A két film – A három testőr, avagy a királyné gyémántjai és A négy testőr, avagy a Milady bosszúja – egyébként az egész világon nagy sikert aratott, ráadásul nemcsak a közönség, hanem a kritikusok is kedvezően fogadták.
A következő nagyszabású vállalkozás Mark Twain népszerű ifjúsági regénye, a Koldus és királyfi (1977) újabb filmváltozata volt, ismét budapesti, illetve itt soproni forgatási helyszínekkel is. Sztárokból ezúttal sem volt hiány: a korszak népszerű gyerekszínésze, Mark Lester mellett Oliver Reed, Raquel Welch, Charlton Heston, Ernest Borgnine, Rex Harrison, George C. Scott és David Hemmings keltette életre a fontosabb szereplőket. A mű fogadtatása korántsem volt olyan lelkes, mint a Dumas-adaptációké. Egyértelmű világsiker volt viszont a Superman (1978), melyet az első, valóban nagy költségvetésű képregény-adaptációként tartanak számon. 55 millió dollárból készült a film, és csak az Amerikai Egyesült Államokban több mint 130 millió dollárt jövedelmezett. A főszerep tette világsztárrá az addig alig ismert Christopher Reeve-et. Superman megformálására egyébként olyan hírességek is jelentkeztek, mint például Sylvester Stallone, Warren Beatty, Jon Voight, Arnold Schwarzenegger, Kris Kristofferson, James Caan, Robert Redford és Nick Nolte. A női főszerepet Margot Kidder alakította. A producernek sikerült olyan neves színészeket megnyernie a film számára, mint Gene Hackman, Terence Stamp, Trevor Howard, Susannah York és Maria Schell, de a legnagyobb „fogás” Marlon Brando volt, aki a 12 napi munkájáért (a filmben néhány perc) közel négymillió dollárt kapott. A rendezői székbe Richard Donner, az éppen aktuális filmsiker, az Ómen (1976) alkotója ülhetett. Ilya Salkind a Superman esetében is megpróbálkozott azzal, mint a Dumas-filmeknél, vagyis hogy egyszerre valójában két filmet készíttessen. Állítólag a teljes első résszel párhuzamosan elkészült a második rész 75%-a is, amikor Salkind menesztette Donnert, és a helyére Richard Lestert szerződtette. Lester szinte mindent újraforgatott, alig használt fel valamit Donner anyagából a második részhez. Gene Hackman annyira felháborodott Donner menesztésén, hogy megtagadta a további munkát a folytatásban: dublőrt használtak helyette, illetve az első részhez készült képsorokat. A Superman III-at (1983) – rendezője szintén Richard Lester – a rajongók kedvezőtlenül fogadták. Szerintük ezzel a folytatással rossz irányba kanyarodott a sorozat, ami megmutatkozott a főhős népszerűségének visszaesésében is. Salkind a jogokat eladta Menahem Golan és Yoram Globus cégének, és a Superman IV (1987) már a Cannon Films égisze alatt készült el.
A Superman-filmek sikerén felbuzdulva Salkind megvalósította a női szuperhősről szóló filmet is, ám a Supergirl (1984) a rangos szereposztás ellenére megbukott. A címszereplő pályakezdő Helen Slater mellett olyan sztárok vállalták a közreműködést a produkcióban, mint Faye Dunaway, Peter O’Toole és Mia Farrow. Nagy siker lett a Superboy című 1988-ban indult tévésorozat, amely 4 évadon keresztül futott. Ezúttal azonban a Warner Bros. perelte be a producereket, arra hivatkozva, hogy valójában a cég a Superman-család karaktereinek jogtulajdonosa. A per megegyezéssel ért véget. Amerika felfedezésének 500. évfordulójára készült John Glen Kolumbusz, a felfedező (1992) című kalandfilmje, tulajdonképpen versenyben Ridley Scott hasonló témájú alkotásával, amely az 1492 – A Paradicsom meghódítása címet kapta. Glen filmje került hamarabb a mozikba, ám nem lett sikeres, ahogyan Scotté is alatta maradt a várakozásoknak. Mindkét produkció igyekezett nagy sztárokat szerződtetni. Salkind szokásának megfelelően a címszerepet egy kevésbé ismert színészre (Georges Corraface) bízta, mellé pedig sikerült megnyernie Marlon Brandót, Tom Sellecket, Robert Davit és olyan, akkoriban alig ismert művészeket, mint Catherine Zeta-Jones és Benicio del Toro. A film bukását követően Ilya évekre visszavonult, hogy családjának szentelje magát. Az új évezredben tért vissza a filmvilágba. 2003-ban Ilya Salkind Company néven filmgyártó céget hozott létre, és nagyszabású filmek elkészítését jelentette be.

## Magánélet
Ilya Salkind háromszor nősült. Első felesége 1976 és 1979 között Skye Aubrey színésznő volt, akitől egy lánya és egy fia született. Második házasságát 1980-ban kötötte Patricia Bonnettel, aki egy fiút szült neki. 1984-ben váltak el. A következő évben Ilya Charles Chaplin egyik lányát, Jane-t vette feleségül. Ebből a házasságból 2 fiú született. A házastársak békében váltak el 1999-ben. 2006-tól Salkind élettársa Deborah Moore.

## Filmjei
- 2007 Young Alexander the Great (producer)
- 2006 Superman II (videó) (executive producer)
- 2005 Heads N TailZ (executive producer)
- 1992 Kolumbusz, a felfedező (Christopher Columbus: The Discovery) (producer)
- 1988 Superboy (tévésorozat) (producer)
- 1985 Ki segít a Mikulásnak? (Santa Claus) (producer)
- 1985 Santa Claus: The Making of the Movie (tévéfilm) (co-executive producer)
- 1984 Supergirl (executive producer)
- 1984 Supergirl: The Making of the Movie (tévéfilm) (executive producer)
- 1983 Superman III  (executive producer)
- 1983 Making of Superman III (tévéfilm) (executive producer)
- 1982 The Making of Superman II (tévéfilm) (executive producer)
- 1980 Superman II (executive producer)
- 1980 The Making of Superman: The Movie (tévéfilm) (executive producer)
- 1978 Superman (executive producer)
- 1978 The Making of The Prince and the Pauper (tévéfilm) (executive producer)
- 1977 Koldus és királyfi (Crossed Swords) (executive producer)
- 1976 Burzsoá bolondságok (Folies bourgeoises) (producer)
- 1974 A négy testőr, avagy a Milady bosszúja (The Four Musketeers) (executive producer, producer)
- 1973 A három testőr, avagy a királyné gyémántjai (The Three Musketeers) (executive producer)
- 1973 The Making of The Three Musketeers (tévéfilm) (executive producer)
- 1972 Kékszakáll (Bluebeard) (executive producer)
- 1971 Kill! (executive producer, producer)
- 1971 The Light at the Edge of the World (associate producer)

## Arany Málna díj
- 1993 jelölés Kolumbusz, a felfedező (legrosszabb film)

## Külső hivatkozások
- Angol nyelvű hivatalos honlap
- Ilya Salkind az Internet Movie Database oldalain

1. ↑  filmportal.de. (Hozzáférés: 2017. október 9.)
2. ↑  Internet Movie Database (angol nyelven). Internet Movie Database . (Hozzáférés: 2023. november 21.)